# Classical and Quantum Gravity
Classical and Quantum Gravity (abrégé en Class. Quantum Gravity ou CQG) est une revue scientifique à comité de lecture publiée par l’Institute of Physics. Elle est spécialisée, comme son nom l'indique, dans les thématiques plutôt théoriques liées à la gravitation, en particulier la relativité générale et la cosmologie.
D'après le Journal Citation Reports, le facteur d'impact de ce journal était de 3,029 en 2009. Actuellement, la direction de publication est assurée par C. M. Will (Université Washington de Saint-Louis, États-Unis).